# Pedro Joaquín Chamorro y Alfaro
Pedro Joaquín Chamorro y Alfaro también llamado Pedro Joaquín Chamorro Bolaños (Granada, 21 de junio de 1818 - 7 de junio de 1890) fue un militar y político nicaragüense que ejerció como Presidente Constitucional de la República de Nicaragua entre 1875 y 1879, durante el llamado período de los Treinta Años de gobiernos conservadores en ese país centroamericano.
Siendo joven, dejó los estudios para atender los negocios de la familia. En 1854 fue alcalde de la ciudad de Granada y participó en la defensa de la ciudad por el bando legitimista contra las fuerzas del ejército democrático de los leoneses durante la guerra civil.
Contribuyó a la expulsión de William Walker, el filibustero estadounidense durante la Guerra Nacional de Nicaragua. En 1862 fue Senador por el Departamento de Granada y en 1869 fue miembro del gabinete durante el gobierno de Fernando Guzmán Solórzano.

## Presidente de Nicaragua
Fue elegido presidente de Nicaragua en 1875 y llevó adelante una importante política de desarrollo en diversas áreas: 
- Educación: impuso la enseñanza pública gratuita. Organizó la enseñanza primaria, secundaria y universitaria.

- Infraestructura: promovió el tendido de líneas telegráficas entre los pueblos más importantes de Nicaragua, la construcción de vías férreas del Ferrocarril del Pacífico de Nicaragua, mando canalizar el río San Juan.

- Organización del Ejército y promulgó el Código Militar.

- Organización y administración: hizo se codificaran las leyes existentes, y promovió la reorganización y ordenamiento de diversos aspectos de la administración pública, creó el Registro Civil, creó el Registro de la Propiedad.

Al concluir su presidencia en 1886, intentó acceder a un nuevo mandato, pero fue vencido en las elecciones.

## Genealogía
Pedro Joaquín Chamorro y Alfaro proviene de una familia política y económicamente poderosa en Nicaragua.  Nace el 21 de junio de 1818 en Granada, Nicaragua y fallece el 7 de junio de 1890 en Granada. Sus padres son Pedro José Chamorro Arguello y Josefa Margarita Alfaro Jiménez Monterroso, ambos de Granada, España.

### Hermanos
Pedro Joaquín es uno de seis hermanos de padre y madre, siendo los otros:
- Rosendo Chamorro Alfaro nace 1814
- Carmen Chamorro Alfaro nace 1816
- Dionisio  Chamorro Alfaro nace 1817, fallece 3 de julio de 1889 en Granada. Casado con Mercedes Oreamuno Abaunza y procrea seis hijos, también se casa con una Sra. Flores y tiene cinco hijos, y también se casa con Camila Benard Doude sin hijos.
- Pedro Joaquín  Chamorro Alfaro nace 21 de junio de 1818 en Granada y fallece 7 de junio de 1890 Granada. Casado con María de la Luz Bolaños Bendaña y procrea seis hijos. También con la Sra. Dominga Guadamuz tiene dos hijos.
- Mercedes Chamorro Alfaro nace 1819
- Fernando  Chamorro Alfaro, Presidente de Nicaragua, nace 1824 en Granada y fallece el 21 de julio de 1863 en Choluteca, Honduras. Se casa con Ana Arguello Imeri y procrea tres hijos. También con la Sra. Mercedes Quesada tiene tres hijos.Fotografía de Pedro Joaquín Chamorro y Alfaro

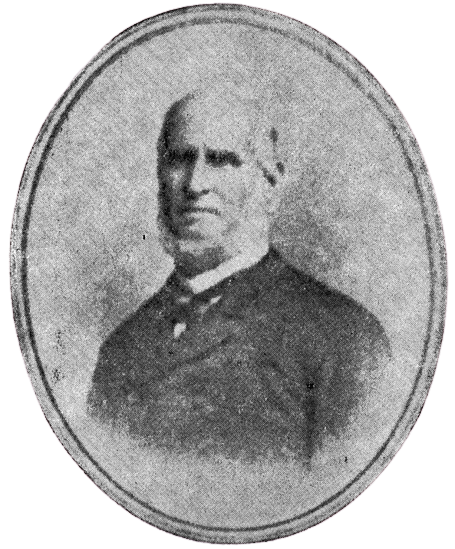
Fotografía de Pedro Joaquín Chamorro y Alfaro

Pedro Joaquín es hermano de padre con Frutos Chamorro Pérez, Presidente de Nicaragua, pero su nivel de afinidad es como un pleno hermano, ya que Frutos es el hijo mayor de Pedro José, y al fallecer, los seis hijos con Josefa Alfaro tenían entre meses y 10 años de nacido, por lo que la Sra. Josefa Alfaro trae a Granada a Frutos y le da la responsabilizar de administrar los bienes del padre para el beneficio de la familia.

### Ancestros
Sus ancestros fueron:
- Diego Chamorro de Sotomayor y Murga  n. 1711 Sevilla, Spain, fallece 1785 Nicaragua y Gregoria Gertrudis Lacayo de Briones y Pomar n. 1716 Granada, Nicaragua m. 1784 Granada, Nicaragua
- Fernando Chamorro Lacayo n. 1751 Granada, Nicaragua m. 1793 Granada, Nicaragua y Bárbara Nicolasa Argüello del Castillo n. 1756 Granada, Nicaragua m. 1785 Granada, Nicaragua
- Pedro José Chamorro Argüello n. 29 de diciembre de 1782 Granada, Nicaragua, m. 31 de mayo de 1824 Granada, General del Ejército, y Josefa Margarita Alfaro Jimenez Monterroso.
  - Pedro José se casó Josefa Margarita Alfaro Jimenez-Monterroso n. 1794 Granada, Nicaragua, m. 1884 Granada, Nicaragua y procrearon seis hijos, incluyendo al Presidente Pedro Joaquín Chamorro Alfaro y al Presidente Fernando Chamorro Alfaro

### Descendencia
Pedro Joaquín Chamorro Alfaro se casó con María de la Luz Bolaños Bendaña y procrea seis hijos:
- Filadelfo Chamorro Bolaños casado con Bertha Benard Vivas tuvieron cuatro hijos.
- Carmela Chamorro Bolaños casada con Pedro Cuadra Pasos tuvieron dos hijos.
- Frutos Chamorro Bolaños casado con  Bernabela Iribarren Bermúdez sin hijos.
- Pedro Joaquín Chamorro Bolaños casado con Ana María Zelaya Bolaños con un hijo y también tuvo un hijo con Josefa Hernández.
- Pedro José Chamorro Bolaños casado con Mónica Dominga Zelaya Bolaños tuvieron seis hijos y  también tuvo un hijo con una Sra. Portobanco.
- Diego Manuel Chamorro Bolaños , Presidente de Nicaragua, casado con Dolores Bolaños tuvieron ocho hijos, también tuvo un hijo con Julia Lacayo, un hijo con Isabel Garnier y un hijo con una Sra. Cuarezma.

También con la Sra. Dominga Guadamuz tiene dos hijos:
- Segundo Chamorro Guadamuz casado con Concepción Arguello Guerrero tuvieron dos hijos
- Dominga Chamorro Guadamuz casada con Salvador Chamorro Flores tuvieron cuatro hijos